# Nesoryzomys indefessus
Nesoryzomys indefessus era una especie de roedor de la familia Cricetidae. Endémica de las islas de Santa Cruz y Balta, Islas Galápagos. El último registro de la especie fue en 1934.

## Subespecies
- Nesoryzomys indefessus narboroughi